# خواکیم سیلوا و لونا
خواکیم سیلوا و لونا (انگلیسی: Joaquim Silva e Luna؛ زادهٔ ۱۰ دسامبر ۱۹۴۹) سیاست‌مدار اهل برزیل است.